# Genésio de Arles
São Genésio de Arles é um santo da Igreja Católica que nasceu em Arles, França, em data desconhecida e faleceu decapitado em 303 ou 308.
Foi notário militar, sob as ordens dos imperadores Maximiano e Diocleciano.
Patrono dos notários, escrivães e secretários, a sua festa celebra-se no dia 25 de Agosto.